# ألبيرت أوتو إيريشمان
ألبيرت أوتو إيريشمان (بالألمانية: Albert Otto Hirschman) (مواليد 7 أبريل 1915 - الوفاة 10 ديسمبر 2012)

## السيرة الذاتية
كان خبير اقتصادي مؤثر و كاتب للعديد من الكتب حول الاقتصاد السياسي والفكر السياسي. كانت له مساهمات في وقت مبكر في مجال اقتصاديات التنمية حيث شدد على الحاجة إلى النمو غير المتوازن. وبما أن معظم البلدان النامية تفتقر إلى القدرة على اتخاذ القرارات حول كيفية تعزيز نموها، يجب عليهم تشجيع الاختلالات من اجل التعزيز و المساعدة في تحريك تلك الموارد. المفتاح لهذا هو تشجيع الصناعات مع عدد كبير من الروابط لشركات أخرى، وبالتالي تحقيق آثار إيجابية على بقية قطاعات الاقتصاد.
كان عمله في وقت لاحق في السياسة الاقتصادية حيث قدم اثنين من المخططات الفكرية البسيطة ولكنها كانت قوية. الأول يصف الاحتمالات الثلاثة الأساسية استجابة لإنهاء النشاط في الشركات أو السياسات: Exit (الخروج)، Voice (الصوت) Loyalty (الولاء). ويصف عملة الأصلي الثاني الحجج الأساسية التي أدلى بها المحافظون: الفساد، العقم و المنافسة في البلاغة من رد الفعل.
كان عمل هيرشمان مسترجع من قبل اقتصاديين معاصرين مثل ديفيد إيليرمان، وهو اقتصادي سابق في البنك الدولي و كان له سلسلة من المواقف النقدية على النظريات التقليدية للتنمية الاقتصادية.
شارك في مشاريع الأبحاث الاقتصادية والاجتماعية في مركز الأبحاث التشيلي مؤسسة الدراسات الأمريكية اللاتينية الذي كان المصدر الرئيسي للسياسات العامة بعد عودة الديمقراطية في عام 1990 والذي جاء من أربعة وزراء من حكومات ديمقراطية.
توفي في 11 ديسمبر 2012 عن عمر يناهز 97 عاما.